# سومبار
نهر سومبار هو نهر يجري في جنوب تركمانستان وشمال شرق إيران، وهو أحد روافد نهر أترك.
كما يسمى باسم "سارا صو" أو "ساري صو" والتي تعني باللغات التركية "النهر أو الماء الأصفر".
يبلغ طول نهر سومبار 245 كيلومترًا (152 ميلًا) ويتدفق عبر حوض مساحته 8300 كيلومتر مربع (3200 ميل مربع). ينشأ في جبال كبه طاغ في إيران ويتدفق إلى تركمانستان. لفترة طويلة قبل أن يتدفق نهر سومبار إلى نهر أترك، يفصله عن الأخير سلسلة من التلال تسمى ماربه. يصبح نهر أترك جزءًا من حدود تركمانستان وإيران عندمت يلتقي به نهر سومبار.
وقد كان النهر موطنا للببر القزويني حتى مقتل آخر حيوان منه في يناير 1954.